# 三室山 (斑鳩町)
三室山（みむろやま）とは、奈良県生駒郡斑鳩町神南4丁目にある標高82メートルの小さな山である。
古歌に詠まれた地であるが、明治期まで正式には三室山と呼ばれず、1957年（昭和32年）頃に斑鳩町が公園化して桜の名所として知られるようになった。

## 概要
平安時代には多くの和歌に詠まれ、百人一首にある能因法師の「嵐吹く 三室の山の もみぢ葉は 竜田の川の 錦なりけり」の歌でも知られる。
三室山は別名を神南備山とも、三諸山とも言い、地名である神南の由来となっている。聖徳太子が斑鳩宮を造営するにあたり、飛鳥の産土神をこの地に勧請されたのが由来となっており、その神々は現在神岳神社に祀られている。
頂上には高さ1.9mの五輪塔があり、能因法師の供養塔と伝えられている。もとは神南の集落にあったとされるが、三室山が公園として整備された際に山頂に移された。
山の大半を含む周辺はすぐ近くを流れる竜田川の沿岸と共に「県立竜田公園」となっており、ソメイヨシノやモミジの名所となっている。

## 周辺
- 神岳神社 （山の中腹にある）
- 竜田川
- いかるがパークウェイ （国道25号バイパス、山のすぐ北で事業中）
- イオンいかるが店

## 交通
- JR大和路線・近鉄生駒線 王寺駅（近鉄田原本線 新王寺駅）から奈良交通バス 国道横田・シャープ前・法隆寺前方面行きで「三室山下」バス停下車、東へ徒歩約5分。
- 国道25号線 三室交差点を東へ約400m強進み、竜田川沿いを南へすぐ。（付近に駐車場は無し）